# انتخابات الرئاسة الفرنسية 1848
انتخابات الرئاسة الفرنسية 1848 هي انتخابات رئاسية فرنسية التي جرت في 10 ديسمبر 1848، في فرنسا، لانتخاب رئيس الجمهورية الفرنسية، فاز بالانتخابات نابليون الثالث.

## المرشحين
| المرشح                          | الحزب | عدد الأصوات |
| ------------------------------- | ----- | ----------- |
| نابليون الثالث                  |       |             |
| لويس أوجين كافينياك             |       |             |
| Alexandre Auguste Ledru-Rollin ‏ |       |             |
| فرانسوا فنسنت راسبيل            |       |             |
| ألفونس دو لامارتين              |       |             |
| Nicolas Changarnier ‏            |       |             |